# Большая Камышинка (село)
Большая Камышинка — село в Петровском районе Саратовской области, входит в состав сельского поселения Грачёвское муниципальное образование.

## География
Большая Камышинка находится на северо-западной окраине Петровского района у границы с Пензенской областью в лесостепной местности. Расстояние до Петровска – 18 километров, до Саратова – 110 километров. Ближайшая железнодорожная станция расположена в районном центре, с которым село связано частично асфальтированной дорогой. В границах села находятся истоки речки Камышинки и несколько прудов. На юге и на западе имеются живописные лесные массивы, на севере и востоке – сельскохозяйственные поля.

## История
Официальная дата основания 1798 год. В канун отмены крепостного права в деревне насчитывалось 53 двора и 302 жителя.

## Население
| 2002 | 2010 |
| ---- | ---- |
| 119  | ↘11  |

Постоянное население составило 119 человек (русские 91%) в 2002 году, 11 в 2010.

## Известные уроженцы
- Баксов, Алексей Иванович (1907—1986) — генерал-полковник, Герой Советского Союза.
- Олесеюк, Евгений Викторович (р. 1926) — ректор Таганрогского (1961—1968) и Ростовского (1968—1978) педагогических институтов.
- Виктор Николаевич Сафронов (1938—2013) — советский писатель.